# Ars antiqua
Ars antiqua (łac. sztuka dawna) – okres w wielogłosowej muzyce kościelnej w XIII w. związany z paryską szkołą Notre-Dame oraz działalnością późniejszych teoretyków muzyki, takich jak Franco z Kolonii i Petrus de Cruce.
Niebagatelny wpływ na rozwój muzyki tego okresu wywarła technika tropowania. Według niektórych teorii tropowanie głosu duplum w technice discantowej doprowadziło do powstania motetu, wiodącego gatunku muzyki XIII wieku.
W szkole Notre-Dame istniejącej przy katedrze Notre-Dame uprawiano przede wszystkim takie gatunki muzyki polifonicznej jak: conductus, organum i motet.  Do głównych przedstawicieli należeli: magister Leoninus (mistrz techniki organalnej) i magister Perotinus (mistrz techniki discantowej).